# 12557 Caracol
12557 Caracol eller 1998 QQ54 är en asteroid i huvudbältet som upptäcktes den 27 augusti 1998 av LONEOS vid Anderson Mesa Station. Den är uppkallad efter Caracol.